# Kościół św. Maksymiliana Kolbego w Krakowie (ul. Dębskiego)
Kościół św. Maksymiliana Kolbego – kościół rzymskokatolicki znajdujący się w Krakowie, w dzielnicy X Swoszowice przy ul. M. Dębskiego 6b, w Opatkowicach. Posługę sprawują księża diecezjalni.

## Historia
Pomysły wybudowania świątyni w Opatkowicach pojawiły się po przyłączeniu tego obszaru do Krakowa w 1973 r. Wcześniej miejscowość należała do parafii w podkrakowskim Gaju. W 1987 r. rozpoczęto budowę niewielkiej kaplicy, która po powstaniu parafii w 1992 r. stała się kościołem parafialnym. Świątynia została znacznie rozbudowana w 1997 r. W 2000 r. pod kościołem postawiono dzwonnicę z trzema dzwonami, nazwanymi imieniem Jana Pawła II, św. Maksymiliana Kolbego oraz św. Józefa. W 2010 r. kościół przeszedł kapitalny remont i otrzymał nowe organy.

## Źródła
- Historia kościoła na witrynie parafii. [dostęp 2018-10-15].